# Fritz Magnussen
Fritz Magnussen, född 13 september 1878 i Köpenhamn i Danmark, död 14 april 1920, var regissör och manusförfattare. Han var verksam i Sverige 1915-1917. 

## Filmografi (urval)

### Regi
- 1915 – Hans faders brott
- 1916 – Enslingens hustru
- 1916 – Guldspindeln
- 1916 – Hennes kungliga höghet
- 1916 – I elfte timmen
- 1916 – Politik och brott
- 1917 – Jungeldrottningens smycke
- 1917 – Den levande mumien
- 1917 – Värdshusets hemlighet

### Filmmanus
- 1915 – Hans faders brott
- 1915 – I prövningens stund
- 1916 – Enslingens hustru
- 1916 – Guldspindeln
- 1916 – Havsgamar
- 1916 – I elfte timmen
- 1916 – Kärlekens irrfärder
- 1916 – Politik och brott
- 1917 – Jungeldrottningens smycke
- 1917 – Den levande mumien